# Pinsà rosat de Sharpe
El pinsà rosat de Sharpe (Carpodacus verreauxii) és una espècie d'ocell de la família dels fringíl·lids (Fringillidae). Habita el pis inferior dels boscos de les muntanyes de l'oest de la Xina i nord de Myanmar.

## Taxonomia
S'ha considerat una subespècie de Carpodacus rodopeplus, però van ser separats en dues espècies diferents, arran el treballs de Rasmussen et Anderton 2005.